# Pleurosoma angustata
Pleurosoma angustata är en fjärilsart som beskrevs av Heinrich Benno Möschler 1877. Pleurosoma angustata ingår i släktet Pleurosoma och familjen björnspinnare. Inga underarter finns listade i Catalogue of Life.